# 芬恩·泰利
芬恩·米高·哥戴爾·泰利（英語：Fynn Michael Cordell Talley，2002年9月14日—）是一名英格蘭職業足球員，司職龍門。

## 足球生涯
泰利在英超球會阿仙奴的青訓學院開始足球生涯，並在2017年轉投白禮頓的青訓學院。2020年1月，泰利被外借到依斯米安甲組東南聯賽球會伯吉斯希爾鎮。同年7月，泰利與白禮頓簽下他的首份職業合約。2022年1月，他被外借到英格蘭足球南部聯賽超聯組南球會，為期半季。他在同日對陣哈羅市的聯賽比賽中即上演地標戰，協助球隊以3–1擊敗對手。
2022年6月，他被外借到北愛爾蘭超級足球聯賽球會。同年7月7日，他在對陣的歐協聯首圈外圍賽中首次代表球隊上陣。2023年6月，白禮頓宣布泰利將在季尾約滿後離隊。
2023年7月，英甲球會彼德堡宣布簽入自由身的泰利，他簽下一紙為期兩年的合約。同年8月29日，他在對陣樸茨茅夫的聯賽盃賽事中上演地標戰，並在互射十二碼階段協助球隊擊敗對手晉級。同年11月14日，他在對陣沙福特城的足總盃賽事中再次擔任正選龍門，並在互射十二碼階段救出兩個十二碼，協助球隊擊敗對手。他在2023–24賽季完結後以自由身離開球會。
2024年7月5日，港超球會傑志宣布簽入泰利。同年8月31日，他在對陣均業北區的聯賽中首次代表球隊於正式比賽上場。

## 國家隊生涯
泰利曾在2017年代表英格蘭U16，他在對陣荷蘭U16的3–1敗仗中唯一一次為該梯隊上陣。

## 生涯統計
最後更新：2024年11月2日
| 效力球會 | 球季     | 聯賽     | 聯賽 | 聯賽 | 國家盃賽 | 國家盃賽 | 聯賽盃賽 | 聯賽盃賽 | 洲際賽事 | 洲際賽事 | 其他 | 其他 | 總計 | 總計 |
| 效力球會 | 球季     | 聯賽     | 上陣 | 入球 | 上陣     | 入球     | 上陣     | 入球     | 上陣     | 入球     | 上陣 | 入球 | 上陣 | 入球 |
| -------- | -------- | -------- | ---- | ---- | -------- | -------- | -------- | -------- | -------- | -------- | ---- | ---- | ---- | ---- |
| 白禮頓   | 2020–21  | 英超     | 0    | 0    | 0        | 0        | 0        | 0        | 0        | 0        | 0    | 0    | 0    | 0    |
| 白禮頓   | 2021–22  | 英超     | 0    | 0    | 0        | 0        | 0        | 0        | 0        | 0        | 0    | 0    | 0    | 0    |
| 白禮頓   | 2022–23  | 英超     | 0    | 0    | 0        | 0        | 0        | 0        | 0        | 0        | 0    | 0    | 0    | 0    |
| 白禮頓   | 合計     | 合計     | 0    | 0    | 0        | 0        | 0        | 0        | 0        | 0        | 0    | 0    | 0    | 0    |
| （外借） | 2022–23  | 北愛超   | 1    | 0    | 0        | 0        | 1        | 0        | 2        | 0        | 1    | 0    | 5    | 0    |
| 彼德堡   | 2023–24  | 英甲     | 2    | 0    | 2        | 0        | 1        | 0        | –        | –        | 4    | 0    | 9    | 0    |
| 傑志     | 2024–25  | 港超     | 6    | 0    | 0        | 0        | –        | –        | –        | –        | 0    | 0    | 6    | 0    |
| 生涯合計 | 生涯合計 | 生涯合計 | 9    | 0    | 2        | 0        | 2        | 0        | 2        | 0        | 5    | 0    | 20   | 0    |

1. ↑  於歐協聯賽事上陣。
2. ↑  於蘇格蘭挑戰盃賽事上陣。
3. ↑  於英格蘭足球聯賽錦標賽上陣。

## 榮譽

### 球會
彼德堡
- 英格蘭足球聯賽錦標賽：2023–24（英语：2023–24_EFL_Trophy）